# Alsény Këïta
Alsény Keïta Kamolosilah, né le 26 juin 1983 à Macenta en république de Guinée, est un joueur de football liberio-guinéen. 
Lors de la saison 2004-2005, avec le FC Lucerne, il a joué la finale de la Coupe de Suisse perdue contre le FC Zurich.
En 2009, après deux saisons à l'US Sénart-Moissy, il a des contacts au Qatar et souhaite tenter l'aventure. Il n'est finalement pas retenu. Il revient en France et s'entraîne alors avec des clubs comme le Red Star et Villemomble. En janvier 2010, il revient finalement dans le club francilien de Moissy Cramayel. Le 13 février 20, il marque son premier but depuis son retour en inscrivant le but victorieux face à Villemomble (1-0).
Il est le frère du footballeur international guinéen Alhassane Keita.

## Carrière

### En club
- 1999 : Horoya Athlétic Club ( Guinée)
- 2000 : Horoya Athlétic Club ( Guinée)
- 2001-2002 : FUS de Rabat ( Maroc)
- 2002-2003 : Chabab Mohammédia ( Maroc)
- 2003-2005 : FC Lucerne ( Suisse)
- 2005-2006 : Satellite FC ( Guinée)
- 2006-2007 : Gazélec Ajaccio ( France)
- 2007-2012 : US Sénart-Moissy ( France)
- 2014-2018 : ES Viry-Châtillon ( France)
- 2018-2019 : FC Gobelins ( France)

### En sélection
En mars 2011, il est appelé en équipe du Liberia pour jouer le match face au Cap-Vert (défaite 4-2). Malgré la défaite, il inscrit le dernier but de son équipe à la 90e minute du match.

## Palmarès
- Horoya AC
  - Champion de Guinée en 2000
  - Vainqueur de la Coupe de Guinée en 1999

- FC Lucerne
  - Finaliste de la Coupe de Suisse en 2005